# Melville Bull
Melville Bull, född 29 september 1854 i Newport i Rhode Island, död 5 juli 1909 i Middletown i Rhode Island, var en amerikansk politiker (republikan). Han var Rhode Islands viceguvernör 1892–1894 och ledamot av USA:s representanthus 1895–1903.
Bull efterträdde 1895 Oscar Lapham som kongressledamot och efterträddes 1903 av Daniel L.D. Granger.
Bull är begravd på Island Cemetery i Newport.